# Stan Berkani
Stan Berkani (* 13. August 2003 in Vichy) ist ein algerisch-französischer Fußballspieler.

## Karriere

### Verein
Berkani begann seine Karriere bei Clermont Foot. Im September 2021 spielte er erstmals für die Reserve von Clermont in der National 3. Bis zum Ende der Saison 2021/22 absolvierte er acht Fünftligaspiele für Clermont B. Im März 2023 stand er erstmals im Profikader des Erstligisten, zum Einsatz kam er aber nicht. In der Saison 2022/23 machte er 18 Fünftligaspiele. In der Saison 2023/24 absolvierte er zehn Spiele in der National 3.
Zur Saison 2024/25 wurde Berkani an den österreichischen Zweitligisten SC Austria Lustenau verliehen. Sein Debüt in der 2. Liga gab er im August 2024, als er am ersten Spieltag jener Saison gegen den SV Lafnitz in der 75. Minute für Namory Cisse eingewechselt wurde. Während der Leihe kam er insgesamt zu 14 Zweitligaeinsätzen für Lustenau.

### Nationalmannschaft
Berkani spielte im Oktober 2022 einmal für die algerische U-20-Auswahl.